# Henrik Cedergren
Henrik Cedergren, född 17 augusti 1964, är en svensk tränare, tidigare spelare, inom ishockey. 
Han startade sin karriär i RA73 och spelade senare för AIK:s herrar från 1984 till 1988. Han blev senare spelande tränare i RA 73. Inför säsongen 2007/2008 ersatte han Mikael Gustafsson som tränare för AIK:s damlag.
Henrik Cedergren deltog i JVM 1984 med svenska juniorlandslaget.

## Klubbar
- Väsby IK, Division I, 1982-1983
- Brynäs IF, Elitserien, 1983-1984
- AIK, Elitserien, 1984-1988